# Ganesa convexa
Ganesa convexa är en snäckart som beskrevs av Bush 1897. Ganesa convexa ingår i släktet Ganesa och familjen Skeneidae. Inga underarter finns listade i Catalogue of Life.